# Heinrich II. (Polen)

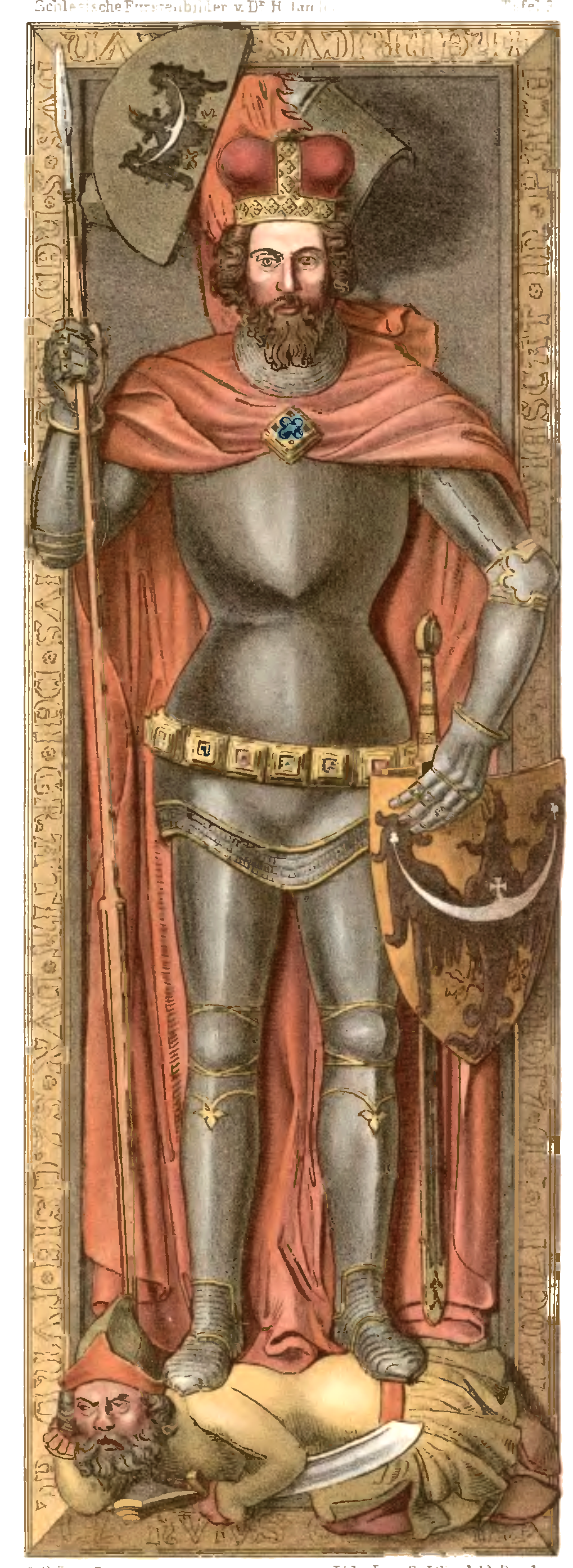
Farbrekonstruktion des Hochgrabs Heinrichs II. in der Vinzenzkirche zu Breslau

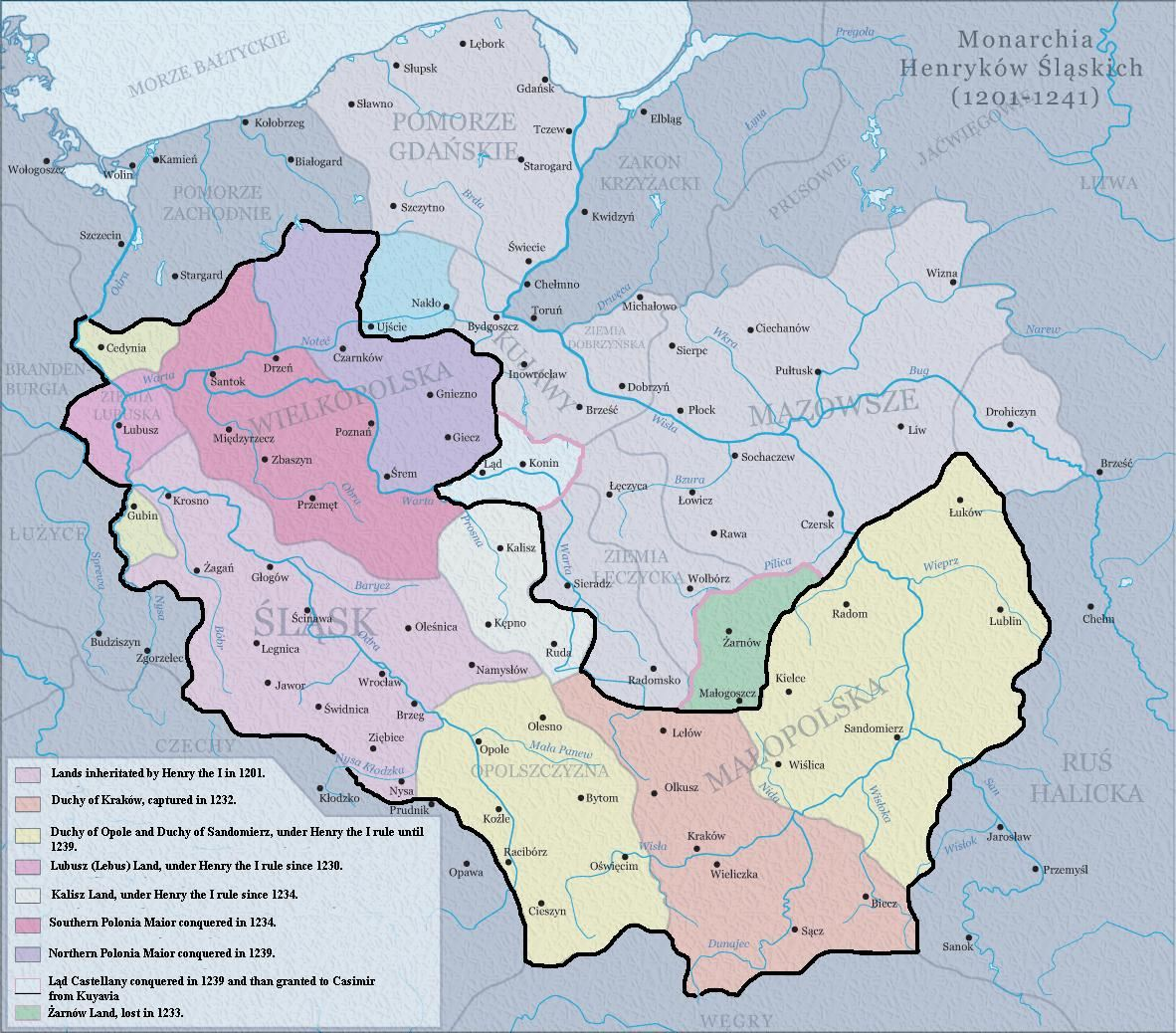
Die territoriale Entwicklung der „Monarchie der Heinrichschen Piasten“ in den Jahren 1201 bis 1241 innerhalb der Grenzen des Regnum Poloniae während der Herrschaft von Heinrich I. (1201–1238) und Heinrich II. (1238–1241)

Heinrich II. (auch: Heinrich der Fromme; Heinrich von Schlesien; polnisch: Henryk II Pobożny; * 1196/1207; † 9. April 1241) war ab 1238 Herzog von Schlesien und Seniorherzog von Polen.

## Familie
Heinrich entstammte der Dynastie der Schlesischen Piasten. Seine Eltern waren Herzog Heinrich I. von Schlesien († 1238) und die später heiliggesprochene Hedwig († 1243), Tochter des Andechser Grafen Berthold IV.
1216 vermählte sich Heinrich mit Anna, Tochter des böhmischen Königs Ottokar I. Přemysl und der Konstanze von Ungarn. Der Ehe entstammten fünf Töchter und fünf Söhne:
- Gertrude (* 1218/1220; † um 1244/1247) ⚭ 1232 Boleslaw I. von Masowien, Herzog von Dobrin († 1248), Sohn von Konrad I. von Masowien
- Konstanze (* 1221/1227; † um 1253/1257) ⚭ 1239 Kasimir I., Herzog von Kujawien († 1267)
- Boleslaw II. (* um 1217; † 1278), Herzog von Liegnitz
- Mieszko von Lebus (* 1223/1227; † 1242), Herzog von Lebus
- Heinrich III. (* 1222/1230; † 1266), Herzog von Schlesien
- Elisabeth (* 1224/1232; † 1265) ⚭ Przemysł I., Herzog von Großpolen († 1257)
- Konrad II. (* 1228/1231; † 1273/74), Herzog von Schlesien, ab 1251 Herzog von Glogau
- Wladislaw von Schlesien (* 1237; † 1270), Herzog von Schlesien, gewählter Bischof von Bamberg und Passau, Erzbischof von Salzburg und Administrator von Breslau
- Agnes (* 1230/1236; † nach dem 14. Mai 1277), Äbtissin des Klarissenklosters zu Trebnitz.
- Hedwig (* 1238/1241; † 3. April 1318), Äbtissin des Klarissenklosters zu Breslau (Wrocław).

## Biografie
Wie sein Vater kämpfte Heinrich II. 1222/23 gegen den baltischen Volksstamm der Prußen. 1226 wurde er von seinem Vater zum Mitregenten berufen. Nach dessen Tod 1238 wurde er sein Nachfolger als Herzog von Schlesien-Breslau sowie Herzog und Senior-Herzog von Polen.
Heinrich führte die Politik seines Vaters fort und stand in einem guten Einvernehmen mit seinem Schwager, dem böhmischen König Wenzel I. Um seine Position als Herzog und Senior-Herzog von Polen zu sichern, kämpfte er gegen Herzog Barnim von Pommern. Einen Angriff des Markgrafen von Brandenburg sowie des Magdeburger Erzbischofs wehrte er auf der Burg Lebus ab. Es gelang ihm, den von seinem Vater geführten Streit mit dem Erzbischof von Gnesen und dem Breslauer Bischof Thomas I. um die Zehntleistungen der deutschen Neusiedler friedlich beizulegen.
1241 fiel ein mongolisches Heer der Feldherren Batu Khan und Subutai in Polen ein, überrannte große Teile Schlesiens und belagerte Liegnitz. Heinrich II. stellte sich am 9. April 1241 den Mongolen in der Schlacht bei Liegnitz, in der er eine vernichtende Niederlage erlitt und fiel. Die Mongolen spießten seinen Kopf auf und trugen ihn zur Schau. Heinrichs Leichnam wurde in der Breslauer Vinzenzkirche bestattet.
Nach Heinrichs Tod konnten die schlesischen Piasten ihre Vormachtstellung in Polen nicht mehr behaupten. Durch die Erbteilungen unter seinen Nachkommen und die damit verbundene Zersplitterung des Herrschaftsbereichs wurde Schlesien für Jahrhunderte beträchtlich geschwächt.
Am 5. Juni 2021 wurde der Seligsprechungsprozess für Heinrich II. auf diözesaner Ebene eröffnet.